# Білал аль-Судані
Білал аль-Судані, також відомий як Сухайл Салім Абд ель-Рахман (пом. 25 січня 2023 року) був учасником повстанського руху Аш-Шабааб, а пізніше членом Ісламської держави в Сомалі.
У 2012 році США назвали Ас-Судані терористом за фінансування поїздок іноземців до тренувальних таборів Аль-Шабаб. Пізніше Ас-Судані почав допомагати фінансувати ІДІЛ в Африці та інших країнах, включаючи Афганістан. У 2022 році США звинуватили аль-Судані у співпраці з південноафриканцем Абделлою Хусейном Абадіггою, щоб вербувати молодь у Південній Африці для ІДІЛ і відправляти їх у табори для військової підготовки. Ймовірно, він керував офісом ІДІЛ у Сомалі, який мав вплив в Афганістані, Демократичній Республіці Конго та Мозамбіку.
Ас-Судані був убитий спецназом США під час рейду в печерах на півночі Сомалі 25 січня 2023 року. Рейд мав на меті арешт Білала. Десятеро членів терористичної групи було вбито під час операції без втрат серед цивільного населення чи США.